# Cleveland Cavaliers 2002-2003
La stagione 2002-03 dei Cleveland Cavaliers fu la 33ª nella NBA per la franchigia.
I Cleveland Cavaliers arrivarono ottavi nella Central Division della Eastern Conference con un record di 17-65, non qualificandosi per i play-off.

## Roster
| N° | Naz.                   | Ruolo | Sportivo           | Anno | Alt. | Peso |
| -- | ---------------------- | ----- | ------------------ | ---- | ---- | ---- |
| 1  | Stati Uniti (bandiera) | A     | Carlos Boozer      | 1981 | 206  | 117  |
| 2  | Stati Uniti (bandiera) | G     | Dajuan Wagner      | 1983 | 188  | 91   |
| 3  | Stati Uniti (bandiera) | G     | Tierre Brown       | 1979 | 188  | 86   |
| 4  | Stati Uniti (bandiera) | C     | Chris Mihm         | 1979 | 213  | 120  |
| 10 | Belize (bandiera)      | G     | Milt Palacio       | 1978 | 191  | 88   |
| 11 | Lituania (bandiera)    | C     | Žydrūnas Ilgauskas | 1975 | 221  | 108  |
| 12 | Stati Uniti (bandiera) | G     | Bimbo Coles        | 1968 | 185  | 82   |
| 13 | Stati Uniti (bandiera) | C     | Michael Stewart    | 1975 | 208  | 104  |
| 17 | Stati Uniti (bandiera) | G     | Smush Parker       | 1981 | 193  | 86   |
| 21 | Stati Uniti (bandiera) | A     | Darius Miles       | 1981 | 206  | 95   |
| 31 | Stati Uniti (bandiera) | G     | Ricky Davis        | 1979 | 198  | 88   |
| 32 | Stati Uniti (bandiera) | A     | Tyrone Hill        | 1968 | 206  | 109  |
| 33 | Stati Uniti (bandiera) | A     | Jumaine Jones      | 1979 | 203  | 99   |
| 52 | Senegal (bandiera)     | C     | DeSagana Diop      | 1982 | 213  | 136  |

## Staff tecnico
- Allenatori: John Lucas (8-34) (fino al 20 gennaio)[1], Keith Smart (9-31)
- Vice-allenatori: Keith Smart (fino al 20 gennaio), Jerry Eaves, Ron Ekker, Clifford Ray, Mike Bratz